# Leioproctus euphenax
Leioproctus euphenax är en biart som först beskrevs av Cockerell 1913.  Leioproctus euphenax ingår i släktet Leioproctus och familjen korttungebin. Inga underarter finns listade i Catalogue of Life.